# Gastropnir
En la mitología nórdica Gastropnir era uno de los hogares de los gigantes, que constantemente estaban en guerra con los dioses nórdicos, desde la tierra de Jötunheim. En el poema Fjölsvinnsmál que forma parte de Svipdagsmál en la Edda poética se relata que es allí donde vive la giganta Menglöð.
Gastropnir es, | antaño lo construí
De los miembros de Leirbrimir;
Lo apuntalé muy fuerte | que no cederá
Tanto como dure el mundo.
Fjölsvinnsmál, estrofa 28, Edda poética